# Macerata Feltria
Macerata Feltria település Olaszországban, Marche régióban, Pesaro és Urbino megyében. Lakosainak száma 1889 fő (2023. január 1.). Macerata Feltria Lunano, Montecopiolo, Piandimeleto, Pietrarubbia, Monte Cerignone, Monte Grimano és Sassocorvaro Auditore községekkel határos.

## Népesség
A település lakossága az elmúlt években az alábbi módon változott:
| Lakosok száma | 2014 | 2031 | 1889 |
|               | 2017 | 2018 | 2023 |